# ساندرا راموس
ساندرا راموس هي فنانة ورسامة كوبية، ولدت في 1969 في هافانا في كوبا.